# Robustoschwagerina
Robustoschwagerina es un género de foraminífero bentónico de la subfamilia Pseudoschwagerinae, de la familia Schwagerinidae, de la superfamilia Fusulinoidea, del suborden Fusulinina y del orden Fusulinida. Su especie tipo es Pseudoschwagerina tumida. Su rango cronoestratigráfico abarca desde el Asseliense hasta el Sakmariense (Pérmico inferior).

## Discusión
Clasificaciones más recientes incluyen Robustoschwagerina en la superfamilia Schwagerinoidea, y en la subclase Fusulinana de la clase Fusulinata.

## Clasificación
Se han descrito numerosas especies de Robustoschwagerina. Entre las especies más interesantes o más conocidas destacan:
- Robustoschwagerina tumida †
- Robustoschwagerina xiaodushanica †

Un listado completo de las especies descritas en el género Robustoschwagerina puede verse en el siguiente anexo.
En Robustoschwagerina se ha considerado el siguiente subgénero:
- Robustoschwagerina (Robustoschwagerinoides), también considerado como género Robustoschwagerinoides